# Гетьман (фільм)
«Ге́тьман» — український історико-драматичний художній фільм 2015 року знятий Валерієм Ямбурським на основі однойменного кінороману 2013 року Віктора Веретеннікова. Стрічка розповідає про трагічну любов гетьмана Богдана Хмельницького до молодої польки Гелени Чаплинської.
В український широкий прокат стрічка вийшла 29 жовтня 2015 року.

## Сюжет
Дія фільму розгортається починаючи з 1647 року і показує період повстання українського козацтва проти польської шляхти, яке спровокував чигиринський підстароста Данило Чаплинський, котрий, за відсутності Богдана Хмельницького, здійснив напад на його хутір у Суботові, викрав його дружину Гелену Чаплинську та побив його сина Тимоша.

## У ролях
Серед акторів, що брали участь у зйомках:
- Костянтин Лінартович — Богдан Хмельницький, гетьман Війська Запорозького
- Фатіма Горбенко — Гелена Чаплинська, дружина Хмельницького
- Сергій Калантай — Данило Чаплинський, чигиринський підстароста
- Станіслав Лозовський — Тиміш Хмельницький, син Богдана Хмельницького
- Наталія Кобізька — Ганна Сомко, перша дружина Хмельницького
- Михайло Голубович — Іслям III Ґерай, кримськотатарський хан
- Дмитро Лінартович — Тугай-Бей, кримськотатарський полководець
- Владислав Мамчур — Тедді, польський шпигун
- Володимир Ямненко — Черкас, сільський отаман
- Владислав Ямбурський — Петро Дорошенко
- Сергій Гаврилюк — Іван Сірко
- Андрій Ісаєнко — Іван Богун
- Михайло Жонін — Іван Виговський
- Костянтин Корецький — Забабаха, джура
- Орест Гарда — Миколай Потоцький, великий гетьман коронний Війська польського

## Виробництво

### Кошторис
Кошторис стрічки склав ₴12 млн. ($700 тис.) Весь кошторис фільму проспонсорувала приватна компанія «Комбінат Придніпровський» (ТМ Злагода, ТМ Любімчік), яка належить автору сценарію фільму Віктору Веретеннікову.

### Сценарій
Сюжет фільму базується на основі однойменного кінороману Віктора Веретеннікова, але сценарій сильно відрізняється від книги, оскільки режисер стрічки суттєво переробив роман для фільму аби усунути недостатню драматургічність характерів героїв та серіальний відтінок діалогів. Над першим варіантом сценарію працював перший режисер фільму Олександр Будьонний, який зрештою, він відмовився знімати екранізацію, але йому вдалося частково вирішити проблему з характерами героїв. Після того як у режисерському кріслі «Гетьмана» опинився Ямбурський, він продовжив роботу Будьонного по створенню сценарію і за власними зізнанням «зумів усунути серіальність діалогів книги-першоджерела».

### Розробка
На початку вересня 2013 року було повідомлено, що наступного місяця продюсер Сергій Горбик почне розробку фільму під робочою назвою «Гетьман», а режисером і виконавцем однієї з головних ролей, хана Іслам-Гірея, стане Ахтем Сеїтаблаєв. Знімання мали розпочати наприкінці вересня 2013 року і відбуватися в Криму, Львові та Кам'янці-Подільському. Проте вже в жовтні 2013 року Сеїтаблаєв відмовився брати участь у стрічці.
До початку знімання фільм змінив трьох режисерів. Зокрема, у певний період у режисерському кріслі стрічки значилися Сергій Горбик, Олександр Будьонний та Валерій Ямбурський, який врешті і став кінцевим режисером стрічки. Держкіно присвоїло стрічці «Гетьман» статус національного фільму України, що дало їй певні податкові пільги.

### Кастинг
Спочатку було заплановано що переважна більшість ролей у фільмі виконають російські актори. Але через падіння курсу долар-гривня, а також початку Російсько-української війну 2014 року від російських акторів довелося відмовитися; як згодом розповідав автор роману-першоджерела Віктор Веретенников «[Спочатку] планувалось залучити переважно російських артистів. У цей час у нас кошторис був складений в грошах 2013, а коли почалося фільмування, в 2014, долар підскочив втричі. А тут ще й війна з Росією почалася. І тому ми змушені були відмовитися від російських артистів».
Творці дуже довго не могли підібрати актора на роль Хмельницького. Врешті, на головну роль був затверджений Костянтин Лінартович, який згодом зізнався що готувався до ролі за допомогою роману «Берестечко» Ліни Костенко.

### Знімання
Знімання відувалося навесні-влітку 2014 року в Львівській та Київській областях, зокрема в Олеську, Свіржі, Золочівському замку та Києво-Печерському заповіднику. Через анексію Криму Росією знімання в Бахчисараї довелося скасувати. Для фільму були спеціально розроблені й виготовлені знімальні павільйони, а також пошито 350 костюмів. Для виконання кінних трюків були запрошені професійні каскадери.

## Реліз
29 грудня 2014 року з'явився перший трейлер до кінотеатральної повнометражної версії фільму, 30 вересня 2015 року — другий трейлер.

### Кінотеатральна повнометражна версія
14 травня 2015 року в Дніпропетровську відбувся допрем'єрний показ «Гетьмана».
У липні 2015 року фільм показали поза конкурсом на Одеському міжнародному кінофестивалі в рамках блоку українського кіно. 28 жовтня у кінотеатрі «Київ» стрічку було представлено поза конкурсом 45-го київського міжнародного кінофестивалю Молодість. В український широкий прокат фільм вийшов 29 жовтня 2015 року на 70 кіноекранах.. Ні продюсери, ні прокатники стрічки не оприлюднили результати касових зборів. У лютому 2016 стрічку також було представлено на Європейському кіноринку Берлінського міжнародного кінофестивалю.

### Реліз 4-серійної міні-серіальної версії на ТБ
У 2015 також вийшла розширена версія фільму у вигляді 4-серійного міні-серіалу (4 серії по ~45 хвилин). Ця 4-серійна міні-серіальна версія вперше транслювалася на українському телебаченні 24 серпня 2016 року на телеканалі Інтер.

## Рецензії кінокритиків
Кінооглядач видання Cultprostir Надія Заварова дорікала фільму перебільшеною мелодраматичністю, зазначивши що багато акторів у картині грають із деякою майже театральною експресивністю. Згідно з опитуванням видання «Бюро української кіножурналістики» українських кінокритиків щодо підсумків кінороку в Україні в 2015 році, стрічку «Гетьман» оцінено як «погану», зокрема - через жахливу "польську" мову польських персонажів фільму...

## Нагороди та номінації
У 2016 році фільм було номіновано на Премію НСКУ у номінації «Найкращий ігровий фільм-2015». У 2017 році фільм було висунуто на Шевченківську премію у номінації «Кіномистецтво» з подання ГО «Науково-методологічна комісія з журналістики та інформації».